# Kenly
Kenly è un comune degli Stati Uniti d'America, situato in Carolina del Nord, diviso tra la contea di Johnston e la contea di Wilson.